# Taibe Yusein
Taibe Yusein –en búlgaro, Тайбе Юсеин– (Midrevo, 4 de mayo de 1991) es una deportista búlgara que compite en lucha libre.
Participó en dos Juegos Olímpicos de Verano, en los años 2016 y 2020, obteniendo una medalla de bronce en Tokio 2020, en la categoría de 62 kg.
Ganó seis medallas en el Campeonato Mundial de Lucha entre los años 2012 y 2019, y ocho medallas en el Campeonato Europeo de Lucha entre los años 2010 y 2022. En los Juegos Europeos de Bakú 2015 obtuvo la medalla de bronce en la categoría de 60 kg.

## Palmarés internacional
| Juegos Olímpicos   | Juegos Olímpicos           | Juegos Olímpicos  | Juegos Olímpicos |
| Año                | Lugar                      | Medalla           | Categoría        |
| ------------------ | -------------------------- | ----------------- | ---------------- |
| 2020               | Tokio (Japón)              | Medalla de bronce | 62 kg            |
| Campeonato Mundial |                            |                   |                  |
| Año                | Lugar                      | Medalla           | Categoría        |
| 2012               | Edmonton (Canadá)          | Medalla de plata  | 63 kg            |
| 2013               | Budapest (Hungría)         | Medalla de plata  | 59 kg            |
| 2014               | Taskent (Uzbekistán)       | Medalla de bronce | 60 kg            |
| 2015               | Las Vegas (Estados Unidos) | Medalla de bronce | 63 kg            |
| 2018               | Budapest (Hungría)         | Medalla de oro    | 62 kg            |
| 2019               | Nursultán (Kazajistán)     | Medalla de plata  | 62 kg            |
| Juegos Europeos    |                            |                   |                  |
| Año                | Lugar                      | Medalla           | Categoría        |
| 2015               | Bakú (Azerbaiyán)          | Medalla de bronce | 60 kg            |
| Campeonato Europeo |                            |                   |                  |
| Año                | Lugar                      | Medalla           | Categoría        |
| 2010               | Bakú (Azerbaiyán)          | Medalla de plata  | 59 kg            |
| 2011               | Dortmund (Alemania)        | Medalla de plata  | 63 kg            |
| 2014               | Vantaa (Finlandia)         | Medalla de bronce | 60 kg            |
| 2017               | Novi Sad (Serbia)          | Medalla de plata  | 63 kg            |
| 2018               | Kaspisk (Rusia)            | Medalla de oro    | 62 kg            |
| 2019               | Bucarest (Rumania)         | Medalla de oro    | 62 kg            |
| 2020               | Roma (Italia)              | Medalla de bronce | 62 kg            |
| 2022               | Budapest (Hungría)         | Medalla de oro    | 62 kg            |